# Artena durfa
Artena durfa är en fjärilsart som beskrevs av Carl Plötz 1880. Artena durfa ingår i släktet Artena och familjen nattflyn. Inga underarter finns listade i Catalogue of Life.